# 太陽は動かない
『太陽は動かない』（たいようはうごかない）は、吉田修一による日本の小説。「AN通信エージェント・鷹野一彦」シリーズの第1作で、『森は知っている』、『ウォーターゲーム』とあわせて三部作となる。
幻冬舎の『PONTOON』において、2011年5月号から2012年1月号まで連載。2012年4月23日に単行本、2014年8月5日に幻冬舎文庫が刊行された。
産業スパイ組織「AN通信」の2人の日本人諜報員が、次世代エネルギー開発の機密情報を巡って、他国のエージェントや絶対的権力者達との頭脳戦に身を投じていくさまを描く。
2020年に原作者である吉田修一の監修によるオリジナルストーリーがWOWOWでテレビドラマ化。2021年には、本作とシリーズ第2作『森は知っている』を原作とする映画が公開された。

## あらすじ
「AN通信」、表向きはニュースのネット配信を行う通信社である。しかし、裏では機密情報を高値で売り買いする産業スパイのような組織だった。鷹野一彦とその相棒・田岡亮一は、AN通信の諜報員として過酷な日々を送っていた。
ベトナムのホーチミンの病院で、銃撃事件が発生する。数時間後、大型ホテルで旧正月を祝うパーティーが行われていた。客の中には鷹野と田岡、韓国人諜報員のデイビッド・キム、香港トラスト銀行頭取のアンディ・黄と連れの女性・AYAKOの姿があった。パーティーの中でベトナム政府から南シナ海で新油田が見つかったことが発表される。しかし、なぜか油田に関心があるはずの中国の国営総合エネルギー企業・CNOXはパーティーに参加していない。アンディ・黄も今回の油田計画には関わらないという。鷹野は両者の本当の狙いを探っていた。
鷹野は銃撃事件で撃たれた日本人男性を調べていくうちに、ウイグル過激派によるスタジアム爆破の計画の情報を得る。そんな中、田岡が何者かに拉致されてしまう。AN通信の諜報員たちには、心臓に近い部分に爆破装置入りのカプセルが埋め込まれている。一定期間連絡が取れない場合は外部に情報を漏らす危険性があると判断され、遠隔操作で起爆装置が作動し、消される運命にあった。

## 登場人物
鷹野一彦（たかの かずひこ）
本作の主人公で、産業スパイ組織「AN通信」情報部の諜報員。31歳。
田岡亮一（たおか りょういち）
産業スパイ組織「AN通信」情報部の諜報員で鷹野の相棒。
デイビッド・キム
韓国人スパイ。鷹野のライバル。
AYAKO
謎の美女。
風間武（かざま たけし）
産業スパイ組織「AN通信」情報部部長で鷹野らの上司。

## 書誌情報
単行本
2012年4月23日発売、幻冬舎、ISBN 9784344021686
文庫本
2014年8月05日発売、幻冬舎文庫、ISBN 9784344422452

## 映画
当初は2020年5月15日に公開予定だったが、新型コロナウイルスの感染拡大の影響で2021年3月5日に延期された。
監督は羽住英一郎、主演は藤原竜也。現在の鷹野のエピソードは原作シリーズ第1作『太陽は動かない』、高校時代の鷹野のエピソードは原作シリーズ第2作『森は知っている』を基にしている。
ブルガリアで約1か月に及ぶロケが実施され、大統領官邸前の都市中心部の道路を封鎖してのカーチェイスシーンの撮影や、映画の撮影で初めて使用されるアレクサンドル・ネフスキー大聖堂での撮影、列車を貸し切ってソフィアセントラルステーションから往復400km走らせながらの撮影が行われた。
なお、ワーナー・ブラザース映画の旧シールドロゴ映像が見られるのは、本作が最後となった。

### キャスト（映画）
- 鷹野一彦：藤原竜也（高校時代：日向亘[15]）
- 田岡亮一：竹内涼真[11]
- AYAKO：ハン・ヒョジュ[15]
- デイビッド・キム：ピョン・ヨハン[15]（少年期：醍醐虎汰朗[16]）
- 山下竜二：市原隼人[15]
- 菊池詩織：南沙良[15]
- 柳勇次：加藤清史郎[15]
- ジミー・オハラ：横田栄司[15]
- アンディ・黄：翁華栄[15]
- 小田部奈々：八木アリサ[15]
- 小田部教授：勝野洋[15]
- 河上麻子：宮崎美子[15]
- 河上満太郎：鶴見辰吾[15]
- 風間武：佐藤浩市[15]

### スタッフ（映画）
- 原作：吉田修一『太陽は動かない』『森は知っている』（幻冬舎文庫）
- 監督：羽住英一郎
- 脚本：林民夫
- 音楽：菅野祐悟
- 主題歌：King Gnu「泡」（ソニー・ミュージックレーベルズ）[17]
- 企画・プロデュース：武田吉孝、大瀧亮
- プロデューサー：森井輝、小出真佐樹、古屋厚
- 共同プロデューサー：加納貴治
- ラインプロデューサー：中島勇樹
- 企画協力：茅原秀行
- 撮影：江崎朋生
- 照明：三善章誉
- 録音：小松崎永行
- 特機：実原康之
- 操演：宇田川幸夫
- アクションコーディネーター：諸鍛冶裕太
- VFXプロデューサー：赤羽智史
- 美術デザイン：別所晃吉
- 装飾：小山大次郎
- 衣裳：丸山佳奈
- ヘアメイク：百瀬広美
- スクリプター：谷恵子
- 編集：西尾光男
- 選曲：藤村義孝
- 音響効果：柴崎憲治
- キャスティング：緒方慶子
- ブルガリアロケユニットプロデューサー：駒谷タク
- 助監督：吉川祐太
- 制作担当：宮下直也
- 助成：文化庁文化芸術振興費補助金（映画創造活動支援事業） 独立行政法人日本芸術文化振興会
- ブルガリアロケ制作プロダクション：B2Y PRODUCTIONS
- 制作プロダクション：ROBOT
- 配給：ワーナー・ブラザース映画
- 製作幹事：WOWOW、ホリプロ
- 製作：「太陽は動かない」製作委員会（WOWOW、ホリプロ、バップ、ROBOT、ワーナー・ブラザース映画、KDDI、ポニーキャニオン、幻冬舎、ローソンエンタテインメント、日本出版販売）

### 関連商品（映画）
- 『藤原竜也×竹内涼真「太陽は動かない」写真集』、2020年4月発売、幻冬舎、ISBN 9784344035904
- 『映画&ドラマ「太陽は動かない」オリジナル・サウンドトラック』、2020年5月発売、バップ、規格品番 VPCD-86340

## テレビドラマ
『太陽は動かない -THE ECLIPSE-』（たいようはうごかない ジ エクリプス）のタイトルで、2020年5月24日から6月28日までWOWOW「連続ドラマW」において放送された。原作者である吉田修一によるストーリー原案を基にしたオリジナルストーリーで、映画版の前日譚となる。副題の『THE ECLIPSE』は「日食」を意味する。
主演は映画と同じ藤原竜也、竹内涼真。

### キャスト（テレビドラマ）
- 鷹野一彦：藤原竜也（高校時代：日向亘）
- 田岡亮一：竹内涼真
- 桜井修：安藤政信[18]
- 落合香：多部未華子[18]
- 山下竜二：市原隼人
- 桐野研次郎：柿澤勇人[18]
- 重盛秀一：金井勇太
- 周宇睿：酒向芳[18]
- 佐々木肇：宇梶剛士
- 暢子：白羽ゆり
- 三浦：小市慢太郎
- チーヨウ：松本実
- 中尊寺信孝：石橋蓮司[18]
- 永島徹：吉田鋼太郎[18]
- 風間武：佐藤浩市

### スタッフ（テレビドラマ）
- 監修：吉田修一
- 監督：羽住英一郎
- 脚本：林民夫
- 音楽：菅野祐悟
- 主題歌：King Gnu「泡」（ソニー・ミュージックレーベルズ）
- 制作会社：ホリプロ、ROBOT
- 製作：WOWOW

### 放送日
| 放送回        | 放送日  |
| ------------- | ------- |
| Episode1      | 5月24日 |
| Episode2      | 5月31日 |
| Episode3      | 6月07日 |
| Episode4      | 6月14日 |
| Episode5      | 6月21日 |
| Final Episode | 6月28日 |

### 関連商品（テレビドラマ）
- 『太陽は動かない -THE ECLIPSE- Blu-ray BOX』、2020年11月発売、バップ、規格品番 VPXX-75161
- 『太陽は動かない -THE ECLIPSE- DVD BOX』、2020年11月発売、バップ、規格品番 VPBX-15750

| WOWOW 連続ドラマW 日曜オリジナルドラマ                               | WOWOW 連続ドラマW 日曜オリジナルドラマ                   | WOWOW 連続ドラマW 日曜オリジナルドラマ        |
| 前番組                                                               | 番組名                                                   | 次番組                                        |
| -------------------------------------------------------------------- | -------------------------------------------------------- | --------------------------------------------- |
| オペレーションZ 〜日本破滅、待ったなし〜 （2020年3月15日 - 4月19日） | 太陽は動かない -THE ECLIPSE- （2020年5月24日 - 6月28日） | セイレーンの懺悔 （2020年10月18日 - 11月8日） |